# Skoki do wody na Mistrzostwach Świata w Pływaniu 2024 – wieża 10 m synchronicznie kobiet
Wieża 10 m synchronicznie kobiet – jedna z konkurencji rozgrywanych w ramach skoków do wody, podczas mistrzostw świata w pływaniu w 2024. Zawody w tej konkurencji rozegrano 6 lutego, udział w nich brało 16 duetów.
Zwyciężczyniami konkurencji okazały się reprezentantki Chin Chen Yuxi i Quan Hongchan. Drugą pozycję zajęły zawodniczki z Korei Północnej Jo Jin-mi i Kim Mi-rae, trzecią zaś reprezentujące Wielką Brytanię Andrea Spendolini-Sirieix i Lois Toulson.

## Wyniki
| Miejsce | Zawodniczki                            | Państwo           | Wynik  |
| ------- | -------------------------------------- | ----------------- | ------ |
| 01 !    | Chen Yuxi Quan Hongchan                | Chiny             | 362,22 |
| 02 !    | Jo Jin-mi Kim Mi-rae                   | Korea Północna    | 320,70 |
| 03 !    | Andrea Spendolini-Sirieix Lois Toulson | Wielka Brytania   | 299,34 |
| 4.      | Gabriela Agúndez Alejandra Orozco      | Meksyk            | 296,34 |
| 5.      | Ksenija Bajło Sofija Łyskun            | Ukraina           | 292,50 |
| 6.      | Caeli McKay Kate Miller                | Kanada            | 287,34 |
| 7.      | Christina Wassen Elena Wassen          | Niemcy            | 277,98 |
| 8.      | Jessica Parratto Delaney Schnell       | Stany Zjednoczone | 271,26 |
| 9.      | Matsuri Arai Minami Itahashi           | Japonia           | 270,90 |
| 10.     | Nikita Hains Melissa Wu                | Australia         | 266,58 |
| 11.     | Kim Na-hyun Kwon Ha-lim                | Korea Południowa  | 240,36 |
| 12.     | Pandelela Rinong Nur Dhabitah Sabri    | Malezja           | 240,06 |
| 13.     | Valeria Antolino Ana Carvajal          | Hiszpania         | 237,24 |
| 14.     | Jade Gillet Emily Halifax              | Francja           | 231,60 |
| 15.     | Lauren Burch Elizabeth Miclau          | Portoryko         | 224,28 |
| 16.     | Lo Ka Wai Zhao Hang U                  | Makau             | 155,88 |